# Bufo stejnegeri
Bufo stejnegeri és una espècie d'amfibi que viu a nord-est de la Xina i a les muntanyes centrals de la Península de Corea.